# 牛深市立池田小学校
牛深市立池田小学校（うしぶかしりついけだしょうがっこう）は熊本県牛深市（現・天草市）にあった公立小学校。

## 沿革
- 1898年5月 - 民家を借用し魚貫小学校池田分教場開設
- 1947年4月 - 魚貫村立魚貫小学校池田分校と改称
- 1954年4月 - 牛深市立魚貫小学校池田分校と改称
- 1964年4月 - 魚貫小学校から独立し、牛深市立池田小学校開校
- 2004年3月 - 魚貫小学校へ統合

## 学校周辺
- 天草灘
- 里浦湾